# Comuna Danîlivka, Vasîlkiv
Danîlivka (în ucraineană Данилівка) este o comună în raionul Vasîlkiv, regiunea Kiev, Ucraina, formată din satele Bobrîțea, Danîlivka (reședința), Kojuhivka și Lîpovîi Skîtok.

## Demografie
Componența lingvistică a comunei Danîlivka
     Ucraineană (88,63%)
     Rusă (11,04%)
     Alte limbi (0,15%)
Conform recensământului din 2001, majoritatea populației comunei Danîlivka era vorbitoare de ucraineană (88,63%), existând în minoritate și vorbitori de rusă (11,04%).